# Saint-Samson-la-Poterie
Saint-Samson-la-Poterie – miejscowość i gmina we Francji, w regionie Hauts-de-France, w departamencie Oise.
Według danych na rok 1990 gminę zamieszkiwało 196 osób, a gęstość zaludnienia wynosiła 46 osób/km² (wśród 2293 gmin Pikardii Saint-Samson-la-Poterie plasuje się na 801. miejscu pod względem liczby ludności, natomiast pod względem powierzchni na miejscu 943.).